# Choi Yu-jeong
Choi Yu-jeong (* 21. August 1976 in Südkorea) ist eine südkoreanische Schauspielerin.

## Biografie
Choi Yu-jeong wurde am 21. August 1976 in Südkorea geboren. Sie spielte 2000 in dem Film Bichunmoo die Hauptrolle. Im selben Jahr war sie in dem Film Ghost Taxi zu sehrn. 2001 trat Chli in The Scent Of Love auf. Anschließend wurde sie 2003 für die Serie A Saint and a Witch gecastet. Unter anderem setzte sie 2004 ihre Karriere in  Sunlight Pours Down fort. Außerdem war Choi von 2004 bis 2005 in der Serie Immortal Admiral Yi Sun-sin zu sehen.

## Filmografie
Filme
- 2000: Bichunmoo
- 2000: Ghost Taxi
- 2001: The Scent Of Love

Serien
- 2003: First Love
- 2003–2004: A Saint and a Witch
- 2004: Sunlight Pours Down
- 2004–2005: Immortal Admiral Yi Sun-sin